# Uwe Madel

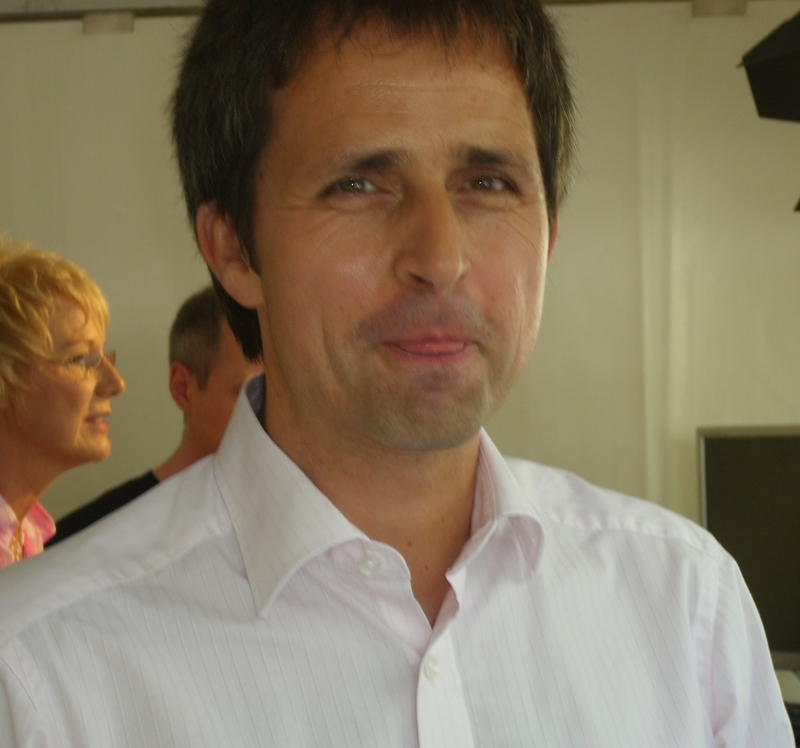
Uwe Madel beim RBB-Fest 2013

Uwe Madel (* 12. September 1965 in Frankfurt (Oder), DDR) ist ein deutscher Moderator und Redakteur im Fernsehen sowie Autor.

## Leben
Uwe Madel wuchs in Frankfurt (Oder) auf. Er war aktiver Handballer und Schwimmer und besuchte die Kinder- und Jugendsportschule seiner Heimatstadt. Da er jedoch bei 1,80 m sein Wachstum einstellte, war er für den Leistungssport nicht geeignet und er wechselte auf die Erweiterte Oberschule. Nach dem Abitur studierte er zwischen 1988 und 1993 in Leipzig und Madrid Journalistik. Madel wurde als Autor und Moderator verschiedener Sendungen beim DFF (Deutscher Fernsehfunk) in Berlin besetzt. Für mehrere deutsche Tageszeitungen war er während seiner Studienzeit in Madrid als Korrespondent tätig.
1992 begann Madel beim ORB, dem heutigen rbb-Fernsehen. Hier moderiert er das KriminalmagazinTäter-Opfer-Polizei und seit 2003 das Journal zibb – Zuhause in Berlin & Brandenburg mit (Madeleine Wehle, Britta Elm oder Angela Fritzsch). Bekanntheit erlangte Madel 1999 durch seine Sendung Fernsehbekanntschaften im ORB/RBB, wo er Prominente in ihrem persönlichen Umfeld traf. Täter-Opfer-Polizei ist laut Mediaanalyse mit Marktanteilen bis zu 18 Prozent eine der zuschauerstärksten Sendungen des rbb.
Mit Andreas Püschel schrieb er das Buch ... und achten Sie auf Ihr Handgepäck! – angelehnt an den Schlusssatz seines Kriminalmagazins im rbb-Fernsehen.
Uwe Madel lebt in Berlin-Weißensee und hat zwei Töchter.

## Auszeichnungen
Uwe Madel wurde von der Brandenburger Polizei zum Ehrenkommissar ernannt.
2010 wurde er mit dem Berliner Krimipreis Krimifuchs ausgezeichnet.
Im April 2011 zeichnete der Bund Deutscher Kriminalbeamter ihn mit der Goldenen Kripomarke aus und ernannte ihn im August 2012 zum Ehrenmitglied.